# إيفالداس جوسيس
إيفالداس جوسيس مواليد 25 مايو 1975 في الجمهورية الليتوانية السوفيتية الاشتراكية، هو لاعب كرة سلة ليتواني. بدأ مسيرته الاحترافية في سنة 1993. يبلغ طوله 6 قدم 9 بوصة (2.1 م). اعتزل اللعب في 2013. لعب مع باير 04 ليفركوزن وإسبارن بريمرهافن.